# جاك كوغلين
جاك كوغلين (بالإنجليزية: Jack Coughlin)‏ هو رسام أمريكي، ولد في 19 فبراير 1932 في غرينيتش في الولايات المتحدة.